# Ano egípcio
Ano egípcio, na história da Astronomia, se refere a um ano composto por, exatamente, trezentos e sessenta e cinco dias.
Os egípcios, aparentemente, faziam uso de um ano de 12 meses de 30 dias, mas posteriormente acrescentaram mais cinco dias ao final do ano, fazendo um total de 365 dias por ano. De acordo com um fragmento de Manetão, os egípcios tinham um ano de doze meses de vinte e nove dias e doze horas, porém durante o reinado de Saïtês, o primeiro rei da sétima dinastia, dos reis pastores, foram acrescentadas doze horas ao mês, fazendo um total de trinta dias por mês, e mais cinco dias  ao final do ano, perfazendo um total de 365 dias por ano. De acordo com V. Gordon Childe, esta correção teria ocorrido bem antes, pelo menos na época da construção das pirâmides.
O calendário de Nabonassar utilizava o ano egípcio.
O primeiro historiador ocidental a falar do ano egípcio foi Heródoto: Os sacerdotes concordam que os egípcios foram os primeiros a determinar a duração do ano, (...) contando doze meses de trinta dias cada, e adicionando cinco dias extras ao final do ano, o que completa o ciclo das estações. Segundo Samuel Sharpe, para poder medir este ano seria preciso observar o nascimento heliacal de alguma estrela, especialmente Sirius (a estrela do cão); a duração da vida de um observador, de cerca de quarenta anos, não seria suficiente para identificar com precisão que um ano de 365 dias não seria o valor de um ano sideral.
O primeiro mês do ano se chamava Thoth e o último Mesore. Os cinco dias extras eram colocados no final do ano, após o mês Mesore e antes do início do Thoth seguinte.
Na época de Diodoro Sículo, os egípcios haviam avançado em sua astronomia, e já calculavam a duração do ano como trezentos e sessenta e cinco dias e um quarto: É peculiar, entre eles (os egípcios) a forma de organizar os meses e os anos. Eles não agrupam os dias pela lua, mas pelo sol, fazendo um mês de trinta dias, e adicionam cinco dias e um quarto após os doze meses, e assim completam o ciclo do ano. Segundo E. R. Bevan, a adoção de um ano de 365 dias com um dia intercalado a cada quatro anos ocorreu após a conquista do Egito pelos macedônios, durante o reinado de Ptolemeu III.